# غيلدو رودريغز
غيلدو رودريغز (30 نوفمبر 1939 - 17 أغسطس 2009) مدرب كرة قدم برازيلي راحل.
بدأ رودريغز مسيرته المهنية أولا كمدرب لياقة بدنية في مادوريرا بين عامي 1967 و 1969. ثم أصبح مدربا في عام 1974 لفريق أتليتيكو بورتوغيزا. قضى أغلب مسيرته التدريبية في الشرق الأوسط.
توفي رودريغز في 17 أغسطس 2009 عن عمر ناهز 69 سنة.

## الإنجازات

### السالمية
- الدرجة الممتازة (1): 1981
- كأس الأمير (1): 1993

### سامبايو كوريا
- بطولة مارانهينزي (1): 1987